# Quarteto Novo
Quarteto Novo est un groupe formé à São Paulo en 1966, qui a sorti un album instrumental révolutionnaire et qui a lancé la carrière de certains des membres du groupe. L'album éponyme de 1967 a eu une influence considérable sur la musique jazz et populaire.
D'abord nommé Trio Novo, le groupe était composé de Theo de Barros (basse et guitare), Heraldo do Monte (alto et guitare) et Airto Moreira (percussion). Le groupe a été créé pour accompagner le chanteur / auteur-compositeur-interprète Geraldo Vandré en concert et lors d'enregistrements. Avec l'arrivée du flûtiste Hermeto Pascoal, le groupe a été rebaptisé Quarteto Novo. En 1967, le groupe a enregistré son unique album, nommé d'après le groupe.
Durant la même année 1967, le groupe a soutenu les chanteurs de bossa nova Edu Lobo et Marília Medalha lors de leur interprétation de Ponteio, nommée Meilleure chanson lors du 3e Festival de musique populaire brésilienne (pt)  (MPB). L'album Quarteto Novo a remporté le prix du meilleur enregistrement télévisé par un groupe musical (Troféu Imprensa (pt)) en 1967 et la Troféu Roquette Pinto.
Le groupe part en tournée au Brésil pour soutenir Vandré sur son album Canto Geral de 1968,. Le groupe se sépara en 1969. EMI Music Brasil sorti un CD  en 2002, une réédition vinyle  en 2003, et un CD EMI européen  en 2008.
Tous les membres du groupe sont originaires de la partie nord-est du Brésil, qui est connue pour son style de musique régionale baião. L'album a contribué à donner au style baião une audience nationale et, plus tard, internationale. Bien que le style n'ait pas été très connu hors du Brésil, l'album a influencé un grand nombre d'auteurs-compositeurs populaires aux États-Unis, au Royaume-Uni et en Europe, qui ont écrit des chansons de réussite diverse en utilisant des éléments de style baião.
La musique du groupe reste très convaincante, même aujourd'hui, par l'exubérance de ses arrangements et les sons qu'ils sont arrivés à obtenir. [citation nécessaire]

## Discographie
Quarteto Novo, 1967, Odeon :
1. O Ôvo (Geraldo Vandré - Hermeto Pascoal)
2. Fica Mal com Deus (Geraldo Vandré)
3. Canto Geral (Geraldo Vandré - Hermeto Pascoal)
4. Algodão (Luiz Gonzaga - Zé Dantas)
5. Canta Maria (Geraldo Vandré)
6. Síntese (Heraldo do Monte)
7. Misturada (Airto Moreira- Geraldo Vandré)
8. Vim de Sant'Ana (Theo de Barros)

Tracks supplémentaires sur le CD
1. Ponteio (Edu Lobo; en direct au 3e Festival MPB)
2. O Cantador (Dori Caymmi - Nelson Motta)